# Voo Nepal Airlines 555
O voo Nepal Airlines 555 foi um voo doméstico curto, programado do Aeroporto de Pokhara para o Aeroporto de Jomsom, no Nepal, com cerca de 20 minutos de voo, operado pela Nepal Airlines. Em 16 de maio de 2013, a aeronave de Havilland Canada DHC-6 Twin Otter, que operava o voo, caiu ao pousar no Aeroporto de Jomsom. Sete dos vinte e um a bordo ficaram gravemente feridos. Não houve mortes, mas a aeronave foi danificada além do reparo econômico.

## Aeronave
A aeronave envolvida era uma de Havilland Canada DHC-6 Twin Otter, com o prefixo 9N-ABO. Foi construída em 1979 e foi operada pela Nepal Airlines desde então. Após esse incidente, a aeronave foi baixada.

## Passageiros
| Nacionalidade | Passageiros | Tripulantes | Feridos |
| ------------- | ----------- | ----------- | ------- |
| Nepal         | 10          | 3           | 5       |
| Japão         | 8           | 0           | 2       |
| Total         | 18          | 3           | 7       |

Havia oito turistas japoneses no voo. Todos com ferimentos sofridos, com quatro deles em estado crítico, de acordo com um policial.

## Investigação
Uma investigação será realizada para determinar o que causou o acidente. Segundo um funcionário do Aeroporto Internacional Tribhuvan, relatórios preliminares mostraram que as condições de vento podem ter contribuído para o acidente.
Segundo a polícia, logo depois que a aeronave pousou na pista, virou para a direita e caiu 20 m (65,6 ft) pela margem do rio Gandaki. A fuselagem dianteira foi destruída, mas a parte traseira da aeronave permaneceu intacta. A asa esquerda foi encontrada submersa no rio.

## Resultado
O acidente deixou a Nepal Airlines com apenas duas aeronaves operacionais para seus voos domésticos. A companhia aérea disse que planejava uma troca de motores que colocaria mais três Twin Otter, atualmente aterradas, no ar, mas esse processo levaria pelo menos cinco meses. Enquanto isso, a companhia aérea deveria sofrer uma perda significativa de participação de mercado.
Ao contrário das práticas comuns na aviação, a Nepal Airlines não aposentou o número de voo 555 e ainda opera o voo de Pokhara para Jomsom com este número.